# Michael Johnson
Michael Duane Johnson (ur. 13 września 1967 w Dallas) – amerykański lekkoatleta.

## Kariera sportowa
Pierwszym wielkim osiągnięciem Michaela Johnsona było wygranie finałowego biegu na 200 m mistrzostw świata w 1991 w Tokio. W 1992 podczas igrzysk w Barcelonie zdobył swój pierwszy złoty medal olimpijski w sztafecie 4 × 400 m, ustanawiając razem z kolegami rekord świata – 2:55,74. Kolejne dwa złote medale zdobył na mistrzostwach świata w 1993 w Stuttgarcie w biegu na 400 m oraz w sztafecie 4 × 400 m bijąc po raz kolejny rekord świata – 2:54,29.
Podczas kolejnych mistrzostw świata, odbywających się w Göteborgu w 1995, Johnson zdobył kolejne dwa złote medale (200 m i 400 m). W 1996 udowodnił, że jest jednym z najlepszych sprinterów w historii, zdobywając dwa złote medale olimpijskie w Atlancie. Wygrał w biegu na 400 m z czasem 43,49 sek. oraz w biegu na 200 m, ustanawiając rekord świata – 19,32 s (który dopiero 12 lat później został poprawiony przez Usaina Bolta). W 1997 w Atenach zdobył siódmy złoty medal mistrzostw świata, a trzeci na dystansie 400 m. Z powodu kontuzji nie mógł wystartować na 200 m w Sewilli w 1999. Wystartował za to na 400 m (rekord świata – 43,18; poprawiony w 2016 roku przez Wayde'a van Niekerka) i w sztafecie 4 × 400 m (dyskwalifikacja ekipy z USA, mistrzami zostali Polacy). Rezultat – ósmy złoty medal mistrzostw świata do kolekcji.
24 marca 2000 w Pretorii w Południowej Afryce ustanowił na nietypowym dystansie 300 m rekord świata wynikiem 30,85 s.
W 2000 podczas Mistrzostw USA, które są dla amerykańskich lekkoatletów kwalifikacją olimpijską, wywalczył przepustkę tylko na dystansie 400 m. Z powodu kontuzji nie ukończył biegu na 200 m. Skreśliło to jego marzenia o obronie tytułu na tym dystansie wywalczonego podczas Igrzysk w Atlancie. W tym samym biegu kontuzji doznał także mistrz świata na 200 m z Sewilli Maurice Greene.
Ostatnim wielkim osiągnięciem Johnsona na arenie sportowej był złoty medal olimpijski podczas XXVII Igrzysk Olimpijskich w Sydney w 2000 (400 m). Po nich ogłosił zakończenie kariery, podczas której zdobył łącznie 8 złotych medali mistrzostw świata oraz 4 złote medale olimpijskie. W całej karierze przebiegł dystans 200 m poniżej 20 s. aż 23-krotnie, a 400 m poniżej 44 s. 22-krotnie.
Po zakończeniu sportowej kariery Michael Johnson wydał autobiograficzną książkę Slaying the Dragon: How to Turn Your Small Steps to Great Feats.